# Dean Francis
Dean Francis (* 23. Januar 1974 in Leeds; † 25. Mai 2018) war ein britischer Profiboxer und Boxtrainer.

## Amateurkarriere
Dean Francis boxte als Amateur für den Boxclub Southern Counties. 1991 schied er mit einer Bronzemedaille im Halbfinale der englischen Meisterschaften gegen Joe Calzaghe aus.

## Profikarriere
Sein Profidebüt gewann er am 28. Mai 1994 gegen Darren Littlewood. Nach neun Siegen in Folge verlor er im Oktober 1995 gegen Jaffa Ballogou beim Kampf um den Titel WBC International Champion im Supermittelgewicht. Anschließend gewann er fünf folgende Kämpfe und sicherte sich am 19. Oktober 1996 den Titel WBO Intercontinental Champion im Supermittelgewicht gegen Rolando Torres. Den Titel verteidigte er gegen Cornelius Carr und Kit Munroe.
Am 19. Juli 1997 wurde er Britischer Meister im Supermittelgewicht durch einen vorzeitigen Sieg gegen den ungeschlagenen David Starie, einem späteren WM-Herausforderer von Joe Calzaghe. Zudem sicherte er sich am 19. Dezember 1997 durch einen K.-o.-Sieg gegen Frédéric Seillier den EBU-Europameistertitel im Supermittelgewicht. Seillier war 1995 WM-Herausforderer von Frankie Liles und 1997 von Steve Collins. 1998 wurde Francis erneut Britischer Meister und WBO Intercontinental Champion.
Nach einer Niederlage gegen Undra White beendete er seine Karriere aufgrund einer Schulterverletzung 1998, kehrte jedoch 2002 in den Ring zurück.
Im Februar 2006 gewann er die Englische Meisterschaft im Cruisergewicht und im Februar 2007 den Commonwealth-Titel im Halbschwergewicht durch einen K.-o.-Sieg in der ersten Runde gegen Ovill McKenzie. Zudem wurde er im Juni 2007 durch einen K.-o.-Sieg gegen Ayitey Powers auch noch IBO Intercontinental Champion im Halbschwergewicht. Anschließend gewann er zwei Titelkämpfe gegen Michael Gbenga und Tony Oakey.
Von 2009 bis 2014 stieg er nur noch sieben Mal in den Ring. Nach einer Niederlage gegen Bob Ajisafe am 15. März 2014 beendete er seine Karriere.

## Nach dem Boxen
Nach seiner aktiven Karriere wurde er Trainer für Profiboxer im Bristol Boxing Gym. Im Mai 2018 starb er im Alter von 44 Jahren an den Folgen einer Krebserkrankung. Er war verheiratet und Vater eines Sohnes.